# Стонадос
Стонадос (Stonados) — американсько-канадський науково-фантастичний телевізійний фільм-катастрофа 2013 року режисерства Джейсона Бурка. Дія відбувається в Бостоні, а зйомки відбувалися у Вікторії (Британська Колумбія).

## Про фільм
Коли у водах на південь від Бостона з'являється торнадо, колишній «мисливець за штормами» Джо Рендалл заінтригований незвичайною погодою. А от коли на узбережжі Бостона починають вдаряти страшенні блискавиці, Джо розуміє, що це не звичайний штормовий фронт.
У той час як шторми загрожують просунутися вглиб країни, жителі Бостона опиняються в пастці бурі, яка з кожною хвилиною стає сильнішою.
Місто опиняється в облозі, Джо та його сестра Медді і колишній напарник Лі усвідомлюють — мають справу з ніколи раніше не баченим погодним явищем, відомим як «Stonados». Єдиною можливістю зупинити шторм є неперевірена теорія про маніпуляції погодою… та сама теорія, яку Джо намагався довести понад десять років тому. Шторм поширюється й загрожує всьому Східному узбережжю.

## Знімались
| Актор             | Роль        |
| ----------------- | ----------- |
| Пол Йоганссон     | Джо Ренделл |
| Себастьян Спенс   | Лі Карлтон  |
| Вільям Брюс Девіс | Бен         |
| Теа Гілл          | Тара Лейкін |
| Алія О'Браєн      | Алісія      |
| Домініка Вольскі  | Ванесса     |